# Eugenia tahanensis
Syzygium tahanense là một loài thực vật thuộc họ Myrtaceae. Đây là loài đặc hữu của Malaysia.